# Климко Дмитро Олександрович
Климко Дмитро Олександрович (* 2 вересня 1992) — український футболіст, півзахисник «Миколаєва».

## Біографія
Вихованець «СДЮШОР Миколаїв».
25 вересня 2011 року дебютував у Першій лізі за клуб «Миколаїв» в грі проти «Геліоса».